# 百姓の百の声
『百姓の百の声』（ひゃくしょうのひゃくのこえ）は、2022年11月5日に公開された日本のドキュメンタリー映画。
農業ジャーナリスト賞（第38回）受賞作品。
自然と向き合い、作物を熟知する百姓たちの叡智を訪ねたドキュメンタリー作品。百姓たちの知恵や工夫、人生を紡ぎ出している。

## 受賞
- 第38回 農業ジャーナリスト賞[2]

## スタッフ
- 監督 - 柴田昌平
- プロデューサー - 大兼久由美
- 監修 - 百合田敬依子
- 音楽 - Dan Parry、甘茶
- 題字 - 財前謙
- メインビジュアル - 阿部結
- 撮影 - 柴田昌平、大兼久由美
- 音声 - 柳田敬太
- ナレーター - 柴田昌平
- 製作会社 - プロダクション・エイシア
- 製作協力 - 農山漁村文化協会